# Thomas Henzinger
Thomas Henzinger (* 8. prosince 1962, Linec) je rakouský informatik a badatel v počítačových vědách.

## Život a dílo
Henzinger se narodil v Linci. Bakalářský titul v informatice získal na univerzitě Johannese Keplera v Linci a doktorát v roce 1991 na Stanfordově univerzitě ve Stanfordu. Byl ředitelem Max Planck Institute of Computer Science.[zdroj?]
V současnosti je prezidentem Institute of Science and Technology. Dne 14. října 2015 obdržel čestný doktorát Fakulty informatiky Masarykovy univerzity, který mu univerzita navrhla.